# Pierre-Charles Duvivier (peintre)
Ne pas confondre avec l'homme politique français Pierre-Charles Duvivier (1728-1803).
Pour les articles homonymes, voir Duvivier.
Pierre-Charles Duvivier, né le 24 juin 1716 à Paris, et mort le 25 août 1788 dans la même ville, est un peintre français.

## Biographie
Pierre-Charles Duvivier naît le 24 juin 1716 à Paris. Il est le fils de Nicolas Duvivier, inspecteur de la manufacture royale de la Savonnerie près de Chaillot, et de sa femme, Françoise Gaulard.
En 1761, Pierre Charles Duvivier expose des natures mortes à la manière de Chardin au Salon de la Jeunesse, en tant que peintre non inscrit à l'Académie de peinture. On trouvera au musée des beaux-arts de Brest, une toile ovale (91,5 x 76 cm), signée en 1772, représentant l'atelier d'un sculpteur . 
Il est directeur de la Savonnerie des Gobelins de 1743 à 1773,. On lui attribue une tapisserie des Gobelins représentant le portrait de Louis XV.
Il meurt le 25 août 1788 dans sa ville natale. Il est inhumé le lendemain dans le cimetière de la paroisse de Saint-Pierre de Chaillot.

### Mariage et descendance
Marié avec Marie Jeanne Colombe Gromaire, il a quatre enfants :
1°) Nicolas Cyprien Duvivier, directeur de la Manufacture de la Savonnerie.
2°) Pierre Bernard Duvivier, ingénieur des Ponts et Chaussées
3°) Agathe Marie Marguerite Pierrette Duvivier
4°) Jean Duvivier, militaire, né vers 1744, mort sans descendance à Gasville-Oisème (Eure-et-Loir) le 16 septembre 1804.